# Мокра (Росія)
Мо́кра (рос. Мокрая) — присілок у складі Сухолозького міського округу Свердловської області.
Населення — 68 осіб (2010, 62 у 2002).
Національний склад населення станом на 2002 рік: росіяни — 93 %.